# 애기집박쥐
애기집박쥐(Pipistrellus tenuis)는 애기박쥐과에 속하는 박쥐의 일종이다.

## 특징
머리부터 몸까지 길이는 6~7cm, 전완장은 3cm이다. 날개 폭은 18~24cm, 몸무게는 6~8g이다. 암컷이 수컷보다 크다. 상체는 진한 갈색과 검은색이고, 하체는 보다 연한 색을 띤다. 날개 비막과 얼굴, 귀는 검은색이다. 날개 비막은 인도집박쥐처럼 희미한 색의 여백이 없다. 주둥이는 짧고 넓다. 콧구멍은 작고 둥글며, 얼굴 틈새 사이에 있다. 귀는 작고, 두드러진 이주와 대이주를 갖고 있다. 무성한 짧고 부드러운 털이 온 몸에 덮여 있다.

## 분포
남아시아와 동남아시아, 해양 동남아시아, 말레시아, 오세아니아 남서부 지역의 토착종이다. 해수면과 해발 769m 사이에서 발견된다. 발견되는 국가는 라오스와 중국 남동부, 하이난섬, 필리핀, 보르네오섬, 인도네시아, 동티모르, 말레이시아, 방글라데시, 스리랑카, 인도, 네팔, 파키스탄, 아프가니스탄이다.

## 아종
8종의 아종이 알려져 있다.
- Pipistrellus tenuis tenuis
- Pipistrellus tenuis mimus
- Pipistrellus tenuis murrayi
- Pipistrellus tenuis nitidus
- Pipistrellus tenuis ponceleti
- Pipistrellus tenuis portensis
- Pipistrellus tenuis sewelanus
- Pipistrellus tenuis subulidens